# Аксёнов, Виктор Викторович
Ви́ктор Ви́кторович Аксёнов (9 декабря 1937, Чистяково — 3 июня 2016, Белозёрское) — советский и украинский тренер по тяжёлой атлетике. Работал тренером-преподавателем в белозёрском отделении СДЮСШОР Донецкой области по тяжёлой атлетике, общий тренерский стаж — 40 лет. Являлся личным тренером таких известных тяжелоатлетов, как Александр Первий и Константин Пилиев. Заслуженный тренер Украины. Почётный гражданин города Белозёрское.

## Биография
Родился 9 декабря 1937 года в городе Чистяково Донецкой области Украинской ССР. После школы поступил в Донецкий техникум физической культуры и спорта, который окончил в 1958 году.
Как спортсмен больших успехов не добился, но уже в молодости занялся тренерской деятельностью и фактически основал школу тяжёлой атлетики в городе Белозёрское, где проработал практически всю свою жизнь. В течение пятнадцати лет являлся тренером-преподавателем белозёрского отделения Специализированной детско-юношеской спортивной школы олимпийского резерва Донецкой области по тяжёлой атлетике, был тренером в местной Школе высшего спортивного мастерства, состоял в спортивном клубе «Ильич». Его общий тренерский стаж составляет почти 40 лет.
За долгие годы активной тренерской работы Аксёнов подготовил множество спортсменов-разрядников, мастеров спорта, а также четырёх мастеров спорта международного класса. Один из самых известных его учеников — Александр Первий, серебряный призёр Олимпийских игр в Москве, дважды серебряный призёр чемпионатов мира, бронзовый призёр чемпионата Европы, двукратный чемпион СССР по тяжёлой атлетике. Другой его воспитанник Константин Пилиев — бронзовый призёр европейского первенства, многократный рекордсмен Украины, участник Олимпийских игр в Лондоне. Среди его учеников рекордсмен СССР, серебряный призёр первенства Советского Союза Сергей Мартыненко, а также чемпион Украины Владимир Жога.
Занимался пропагандой спорта и здорового образа жизни среди детей и юношества Донецкой области.

## Отличия
За выдающиеся достижения на тренерском поприще удостоен почётного звания «Заслуженный тренер Украины». Решением Белозёрского городского совета в 2013 ему присвоено звание «Почётный гражданин города Белозёрское».